# AMC Spirit
L'AMC Spirit était une automobile de la gamme sous-compacte ou polyvalente produite par le constructeur américain American Motors Corporation entre 1979 à 1983 en tant que substitut restylé du modèle Gremlin. La Spirit partageait le châssis de la Gremlin et était proposé en deux variantes à hayon, chacune avec deux portes, commercialisées comme berline et à hayon (dite liftback en américain). Construit par AMC dans le Wisconsin et en Ontario, ainsi que sous licence au Mexique, la Spirit a également été commercialisé de 1981 à 1983 sous le nom de Eagle SX/4 à quatre roues motrices. 
Les versions hautes performances de l’AMC Spirit ont concouru dans les courses automobiles. La société de pneumatiques BF Goodrich a commandité une équipe de deux voitures Spirit AMX sur le circuit des 24 Heures du Nürburgring. Les AMX étaient les premières voitures américaines à concourir sur ce circuit. Elles ont terminé première et deuxième de leur catégorie sur un peloton de 120 voitures dans cette épreuve épuisante de 22,7 km et 176 tours. Les AMC Spirit ont également fait campagne dans le cadre événements tels que l'International Motor Sports Association (IMSA) Champion Spark Plug Challenge and Racing Stock Class, ainsi que des courses de dragsters. 

## Contexte
La nouvelle AMC Spirit était en grande partie une Gremlin restylée, fabriquée de 1970 à 1978. Les mises à niveau d'ingénierie et d'équipement introduites sur la Concord de 1978 ont été reprises dans la Spirit. Le système de suspension a été revu avec des fixations "soft-ride" pour les ressorts hélicoïdaux sur les bras triangulaires à l'essieu avant, et à l'arrière avec ressorts à lames pour améliorer la conduite et la maniabilité. Les caractéristiques comprennent une protection renforcée contre le bruit et l'insonorisation, ainsi que des pare-chocs en aluminium léger, un convertisseur de transmission automatique à verrouillage et un moteur à six cylindres à compression plus élevée pour réaliser des économies de carburant, une amélioration des performances et une réduction des émissions. 
La carrosserie a été restylée et un modèle à hayon a été ajouté à la précédente berline à deux portes. La conception "plus conventionnelle" du nouveau coupé liftback de Richard A. Teague "avait une superstructure particulièrement élégante pour une voiture aussi courte ". Un essai sur route réalisé par Popular Science a décrit la transition en annonçant que AMC avait les "ingénieurs les plus intelligents à Détroit", et confirmant ainsi leur réputation "d'obtenir une valeur de 200 dollars d'esthétique automobile pour 100 dollars". 

## Spirit AMX
Une version AMX de la Spirit liftback a été proposée pour 1979 et 1980. 
Elle comportait des élargisseurs d’aile de couleur assortie et une prise d’air avant, une suspension «Rally-Tuned» avec une barre anti-roulis à l'arrière, une direction assistée plus adaptée, des amortisseurs Gabriel (nom de marque) «Strider» avant et arrière réglables à trois voies, des freins à disque semi-métallique de 274 mm à l'avant avec et des freins tambours à nervures (254x30,5 mm) à l'arrière, une calandre AMX unique, des roues "Turbocast II" en aluminium de 14 pouces montées avec des pneus ER60x14 Goodyear GT "radial" RWL (lettres blanches surélevées), un aileron arrière (spoiler), un kit d'autocollants spécial sur le capot et les portes, une boîte de vitesses automatique ou manuelle avec un groupe «Rallye Gauge» (huit cadrans au total comprenant une jauge à vide pour collecteur d'admission), ainsi qu'un badge AMX sur la boîte à gants.   
Le plus gros moteur de l’AMX de 1979 était le V8 de 5,0 L d’AMC et ce fut la dernière voiture de tourisme AMC à avoir installé un groupe moteur V-8 installé en usine. 
Les AMX équipés de cet imposant moteur étaient livrés avec un «échappement à réglage sportif» qui produisait un son de gargouillement sensiblement différent par rapport à un silencieux standard. 
Le Spirit AMX était un concept novateur et avait été bien exécuté d’un point de vue technique, soulignant la pensée créative et une ingénierie qualifiée à faible budget qui caractérisaient les efforts d’AMC. La Spirit s’est nettement amélioré et s’est bien comporté, mais AMC n’a pas pu surmonter la perception selon laquelle ses produits étaient obsolètes. En outre, la Spirit AMX a été introduite la même année que la nouvelle plate-forme Fox de Ford Mustang. La Spirit AMX a été arrêtée après deux brèves années, de même pour la Eagle SX/4, un successeur sportif à quatre roues motrices. La Spirit AMX a été la dernière voiture à porter le nom AMX et a gagné en popularité auprès des amateurs d'AMC. 

### Les AMX au Nürburgring
En octobre 1979, la société de pneus BF Goodrich a parrainé une paire d'AMX dans le groupe annuel de la course de 24 heures (pour les voitures de production modifiées légèrement) tenue en Allemagne au légendaire Nürburgring. Le moteur V8 de 5,0 L était déjà homologué pour les courses de voitures de tourisme européennes du groupe 1 de la FIA. 
Les voitures étaient les toutes premières participantes américaines dans cette course exténuante (le Nürburgring a une longueur de 22,7 km avec 176 tours). Elles rivalisaient avec des concurrentes plus petites mais plus agiles de BMW, Ford, Opel, Volkswagen, Renault et Audi. 
Les pilotes Amos Johnson et son partenaire Dennis Shaw étaient les principaux responsables de la "Team Highball" basée en Caroline du Nord. Les pilotes de soutien étaient Jim Downing, conducteur de l'écurie Mazda (qui co-développerait plus tard le dispositif HANS), l'acteur James Brolin, Lyn St. James et le journaliste automobile Gary Witzenburg. Deux voitures de série (toutes deux avec un moteur V8 5,0 L AMC et transmission à quatre vitesses) ont été fournis à la "Team Highball" pour la course du groupe 1 moins de trois semaines avant le départ d’un navire de transport en Europe. 
En l'absence de temps de conduite sur la piste et d'entraînement écourtées par le brouillard, l'équipe a qualifié les voitures aux 20e et 21e places. La voiture n° 1 Johnson / Shaw / Brolin a été configurée plus aller plus vite, avec pour objectif de remporter la course. 
En course, la voiture n° 1 souffrait d'amortisseurs avant cassés et d'un embrayage glissant. Le moteur brûlait de l'huile. Witzenburg a signalé que les freins et les deux amortisseurs avant étaient "presque partis" au n° 2, le pompage des freins a entraîné l'aileron avant, mais a eu peu d'incidence sur la vitesse. De plus, comme les AMX étaient "plutôt rudimentaires" par rapport aux voitures plus petites et plus légères contre lesquelles ils couraient, ils ont perdu du temps dans les virages. Néanmoins, Witzenburg a déclaré que les voitures "fonctionnaient très bien", en particulier dans les lignes droites où elles ont atteint environ 230 km/h. 
Après avoir parcouru près de 3219 km, ils ont terminé premier et deuxième de la classe, 25e et 43e du classement général sur un peloton de 120 voitures. Ils étaient également les plus rapides à utiliser des pneus de ville, les pneus radiaux BFG T / A, et n’ont eu aucune défaillance de pneu. 
La préparation des voitures et l'expérience de l'équipe sur la course ont été couvertes par un documentaire d'époque, The Ultimate Challenge. 
La voiture de course n° 1 AMX Nürburgring "a servi de voiture de démonstration quelques mois après la course, puis a été entreposée pendant environ 25 ans" et ne compte qu'environ 6437 km sur son compteur kilométrique,. La voiture de course n° 2 est revenue sur le circuit de course pendant plusieurs années, mais a été retrouvée et réunie avec les pilotes d'origine après plus de 25 ans,,.

### Course IMSA
AMC Spirits a également fait campagne lors des événements International Motor Sports Association (IMSA) Champion Spark Plug Challenge. Avec seulement un soutien limité d'AMC, principalement une aide technique, les Spirit d'AMC ont été préparés par "Team Highball" et dirigés par Amos Johnson et Dennis Shaw. 
Plusieurs AMC Spirit ont été inscrits au World Challenge for Endurance Drivers de 1979. Une Spirit pilotée par Joe Varde et Dave Cowart lors des 6 heures de Talladega a terminé troisième (un AMC Concord a terminé premier, un AMC Gremlin était deuxième et un AMC Pacer était quatrième) parmi 49 coureurs. Cinq autres AMC Spirit étaient également en course le 1er avril 1979. Le 1er juin 1979, une AMC Spirit animée par Dennis Shaw et Don Whittington a remporté le défi des 6 heures Spark Plug Challenge sur le circuit international de Daytona, couvrant 151 tours et une distance de 933,162 km (579,84 mi) pour une vitesse moyenne de 155,101 km/h. Les AMC Spirit ont terminé dans 5, 6, 11, 29, 37 et 42 sur un total de 62 voitures de départ. 
Le World Challenge for Endurance Drivers de 1980 a eu une AMC Spirit pilotée par Keith Swope et Mauricio DeNarvaez qui termina à la quatrième place au Spark Plug Challenge des six heures de Daytona, le 29 juin 1980. Onze autres Spirit ont été classées parmi les 72 voitures ayant pris part à la course. Une équipe composée de Lou Statzer, Amos Johnson et Dennis Shaw a couru 84 tours dans une Spirit AMX dans la catégorie GTX lors de la 28ème édition annuelle des 12 Heures de Sebring Coca-Cola le 22 mars 1980,.

### AMX Turbo
Une voiture AMX Turbo Pace a été construite pour être l'une des quatre voitures de sécurité officielles de la série mondiale PPG IndyCar pour la saison de course automobile 1981. Il y avait deux propositions de conception, toutes deux utilisant la carrosserie Spirit liftback et conçues par Richard A. Teague, vice-président de la conception automobile d'AMC. PPG Industries a présenté une voiture présentant une Spirit AMX en 1979, peinte de série en blanc, rouge, bleu et noir, avec des phares couverts et un pare-chocs avant et un pare-air intégrés et lissés. 
La voiture fastback hautement modifiée a été construite par Autodynamics de Troy, Michigan, sous contrat avec PPG Industries. Le moteur de 6 cylindres en ligne avec turbocompresseur et injection de carburant été construit par Turbo-Systems Inc. pour produire 450 ch. La voiture est équipée de pneus Goodyear Eagle GT 245x50x16 à profil bas et de jantes en alliage d’aluminium «Gotti» de 16 x 8 pouces.

## Performance
S'appuyant sur la facilité avec laquelle l'AMC Gremlin pouvait être modifiée pour améliorer les performances sur route, ainsi que sur leur faible coût, les AMC Spirit étaient utilisés dans les courses de dragsters. Selon le magazine Hot Rod, "ces petites voitures sont très chouettes, et bien qu’elles ne soient pas traditionnelles, elles sont très puissantes en termes de performances". 
Utilisant principalement du matériel AMC, l’AMC Spirit peut se comporter exceptionnellement bien dans de multiples arènes de course (y compris le quart de mile en 12,8 s à 180 km/h), le véhicule fini ne coûtant que 10 000 dollars environ. Certains propriétaires de Spirit ont converti leur voiture avec un moteur V8 5,9 L d'AMC et ont pris part sur les pistes de dragsters pour finalement effectuer le quart de mille en 11,88 s. Les AMC Spirit de la classe Factory Street ont couru le quart de mil en 10,62 s au 202,7 km/h. 

## Dodge Spirit
Le nom Spirit a été utilisé par Chrysler, qui a repris AMC en 1987, pour une berline à quatre portes appelée Dodge Spirit de 1989 à 1995. 